# Auguste Tessier

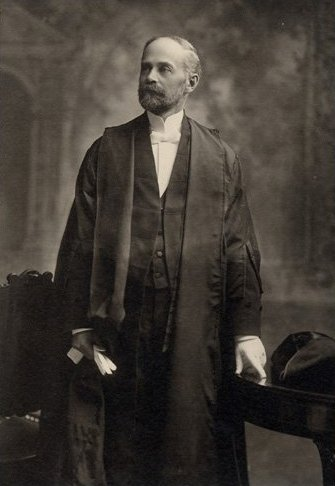
Auguste Tessier (um 1910)

Auguste Tessier (* 20. November 1853 in Notre-Dame, Québec; † 10. Februar 1938 in Québec) war ein kanadischer Politiker der Parti libéral du Québec, der unter anderem 1905 für drei Wochen Sprecher der Legislativversammlung von Québec sowie zeitweise Minister war.

## Leben

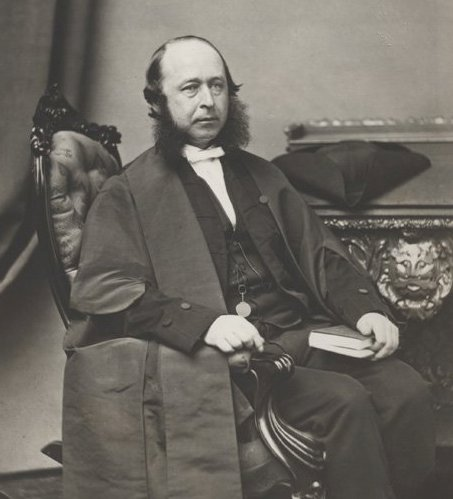
Auguste Tessiers Vater Ulric-Joseph Tessier war unter anderem Bürgermeister von Québec sowie ebenfalls Mitglied des Senats von Kanada.

Jules Tessier war ein Sohn des Rechtsanwalts und Politikers Ulric-Joseph Tessier, der unter anderem zwischen 1853 und 1854 Bürgermeister von Québec war, und dessen Ehefrau Marguerite-Adèle Kelly. Sein älterer Bruder Jules Tessier war unter anderem zwischen 1897 und 1901 Sprecher der Legislativversammlung von Québec sowie von 1903 bis zu seinem Tode 1934 Mitglied des Senats von Kanada für die Provinz Québec.
Auguste Tessier selbst absolvierte nach dem Besuch des Séminaire de Québec und des Collège Sainte-Marie in Montreal ein Studium der Rechtswissenschaften an der Universität Laval. Nach seiner anwaltlichen Zulassung für die Provinz Québec am 18. Juli 1876 nahm er eine Tätigkeit als Rechtsanwalt in der Anwaltskanzlei „Léonidas Dionne, H.-R. Fiset“ in Rimouski. Daneben engagierte er sich für die Parti libéral in der Kommunalpolitik und war zwischen 1880 und 1889 zunächst Bürgermeister der Gemeinde Rimouski beziehungsweise daraufhin von 1889 und 1899 Bürgermeister der Stadt Rimouski sowie zugleich vom 11. März 1885 bis 13. März 1889 Präfekt des Kreises Rimouski. Für seine anwaltlichen Verdienste erfolgte am 19. Mai 1899 seine Ernennung zum Kronanwalt.

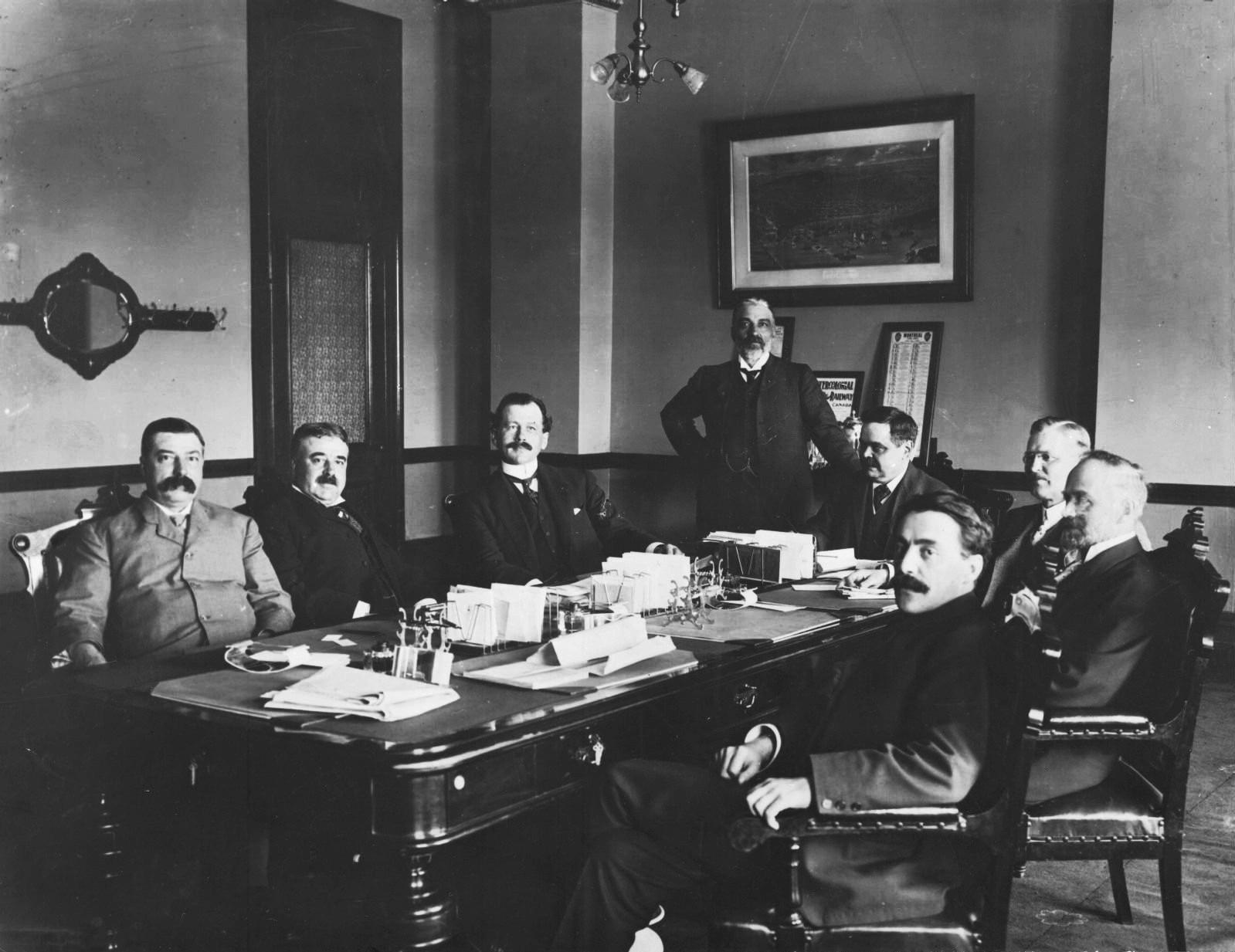
Das Kabinett von Premierminister von Québec Lomer Gouin (stehend) (1905)

Als Nachfolger des am 4. November 1889 verstorbenen liberalen Wahlkreisinhabers Édouard-Onésiphore Martin wurde Auguste Tessier bei der dadurch notwendigen Nachwahl am 4. Dezember 1889 im Wahlkreis „Rimouski“ erstmals zum Mitglied der Legislativversammlung von Québec gewählt, des damaligen Unterhauses des Provinzparlaments. Er gehörte der Legislativversammlung nach seinen Wiederwahlen am 17. Juni 1890, 8. März 1892, 11. Mai 1897, 7. Dezember 1900 und am 25. November 1904 bis zu seinem Mandatsverzicht am 15. Oktober 1907 an. Nachdem er als Nachfolger seines Parteifreundes Henri-Benjamin Rainville vom 2. März 1905 bis zu seiner Ablösung durch seinen Parteifreund William Alexander Weir am 23. März 1905 Sprecher der Legislativversammlung war, wurde er am 23. März 1905 in das Kabinett von Premierminister von Québec Lomer Gouin berufen und fungierte zunächst bis zum bis 31. August 1906 als Landwirtschaftsminister sowie danach zwischen 31. August 1906 bis 17. Oktober 1907 als Schatzminister. Am 15. Oktober 1907 verzichtete er auf sein Mandat in der Legislativversammlung, woraufhin sein Parteifreund Pierre-Émile D’Anjou zum neuen Abgeordneten der Legislativversammlung für den Wahlkreis „Rimouski“ gewählt wurde.
Vier Tage zuvor wurde Tessier am 11. Oktober 1907 zum Richter am Obergericht von Québec (Cour supérieure du Québec) für den Bezirk Rimouski ernannt und war kurz darauf von November 1907 bis zu seinem Eintritt in den Ruhestand 1922 zuständiger Richter am Obergericht für den Bezirk Gaspé. Er heiratete am 21. August 1878 in der Pfarrei Saint-Germain in Rimouski Corinne Gauvreau, Tochter des Notars Pierre-Louis Gauvreau und Marie-Célina Têtu. Sein Schwager war der Politiker Alexandre Chauveau, der von 1872 bis 1880 Mitglied der Legislativversammlung und mit seiner Schwester Marie-Anne-Adèle Tessier verheiratet war. Er war unter anderem Vater des Rechtsanwalts Émile Tessie sowie des Rechtsanwalts und Politikers Auguste-Maurice Tessier, Mitglied der Legislativversammlung von 1912 bis 1922 Großvater des Politikers Maurice Tessier, der zwischen 1966 und 1973 Mitglied der Legislativversammlung beziehungsweise der Nationalversammlung war, sowie Urgroßvater der Politikerin Louise Beaudoin, die zwischen 1994 und 2003 sowie erneut von 2008 bis 2012 Mitglied der Nationalversammlung und mehrfach Ministerin in Regierungen der Provinz Québec war. Nach seinem Tode am 10. Februar 1938 in Québec wurde er in Sainte-Foy auf dem Friedhof Notre-Dame-de-Belmont beigesetzt.